# Pull and Bear
Pull and Bear è una catena spagnola di negozi di moda introdotta nel 1991 da Inditex, lo stesso del gruppo Zara. Opera all'inizio nel Portogallo e dal 1992 in Grecia e a Malta. Pull and Bear introduce la linea XDYE nel 1998, offrendo molti indumenti hi tech e sportivi collegati alle icone della cultura giovane del XXI secolo. 
La maggior parte dei negozi si trova in Spagna (ce ne sono 12 a Barcellona e 16 a Madrid). Pull and Bear opera anche in altri paesi: Italia, Belgio, Portogallo, Croazia, Repubblica Ceca, Ungheria, Malta, Messico, Polonia, Lituania, Israele, Kuwait, Marocco, Emirati Arabi Uniti, Venezuela, Giordania, Bahrein, Qatar, Libano, Andorra, Slovacchia, Slovenia, Romania, Francia, Russia, Turchia, Grecia, Irlanda e Singapore.

## Controversie
Nel 2013 a Dacca in Bangladesh avviene il crollo del Rana Plaza di Savar dove aveva sede una delle fabbriche tessili a cui Pull and Bear (in quanto controllata dal gruppo Inditex) appalta i suoi lavori e dove sono morti 1134 operai. L'associazione Campagna Abiti Puliti ha accusato Inditex di non controllare le condizioni di sicurezza delle aziende a cui affida la produzione.